# Gene Lockhart
Eugene Lockhart (właśc. Edwin Eugene Lockhart; ur. 18 lipca 1891 w Londonie, zm. 31 marca 1957 w Santa Monica) – kanadyjsko-amerykański aktor filmowy, teatralny i telewizyjny oraz piosenkarz i dramaturg. Nominowany do Oscara za drugoplanową rolę w filmie Algier (1938).

## Filmografia
- 1936: Tylko raz kochała jako major William O'Neal
- 1938: Algier jako Regis
- 1938: W ludzkich sercach jako Quid
- 1938: Decydująca noc jako Bob Cratchit
- 1938: Zakochani jako Augustus
- 1939: I’m from Missouri jako Porgie Rowe
- 1940: Dziewczyna Piętaszek jako szeryf Peter B. Hartwell
- 1941: Obywatel John Doe jako burmistrz Lovett
- 1941: Wilk morski jako Louis J. Prescott
- 1943: Kaci także umierają jako Emil Czaka
- 1943: Misja do Moskwy jako Mołotow
- 1943: Curie-Skłodowska (niewymieniony w czołówce)
- 1944: Idąc moją drogą jako Ted Haines Sr.
- 1945: Dom przy 92 ulicy jako Charles Ogden Roper
- 1945: Zostaw ją niebiosom jako doktor Saunders
- 1947: Szokująca panna Pilgrim jako Saxon
- 1947: Cud na 34. ulicy jako sędzia Henry X. Harper
- 1948: Joanna d'Arc jako Georges de La Trémoille
- 1952: Twarzą w twarz jako kapitan Archbold
- 1956: Człowiek w szarym garniturze jako Bill Hawthorne